# Forbes Global 2000
Le Forbes Global 2000 est un classement annuel des deux mille plus grandes sociétés par actions mondiales, publié par le magazine américain Forbes.

## Méthodologie
Le classement est fondé sur quatre critères : le chiffre d'affaires (en anglais : sales), le bénéfice (profit), l'actif comptable (assets) et la valeur de marché (market value).
Ce classement est un indicateur pertinent des entreprises qui dominent le marché mondial, mais reste une interprétation parmi beaucoup d'autres. Une modification dans les critères modifierait sensiblement la liste.

## Classement 2021
| Rang | Entreprise                                                               | Logo                                                | Siège social                 | Pays            | Secteur d'activité        | Direction          |
| ---- | ------------------------------------------------------------------------ | --------------------------------------------------- | ---------------------------- | --------------- | ------------------------- | ------------------ |
| 1    | 中国工商银行股份有限公司 Industrial and Commercial Bank of China Limited | logo de Banque industrielle et commerciale de Chine | Beijing                      | Chine           | Finance                   | Gu Shu             |
| 2    | JPMorgan Chase & Co.                                                     | J P Morgan Chase Logo 2008 1.svg                    | New York City                | États-Unis      | Finance                   | Jamie Dimon        |
| 3    | Berkshire Hathaway Inc.                                                  | Berkshire Hathaway.svg                              | Omaha                        | États-Unis      | Finance                   | Warren Buffett     |
| 4    | 中国建设银行股份有限公司 China Construction Bank Corporation             | China Construction Bank.svg                         | Beijing                      | Chine           | Finance                   | Wang Zuji          |
| 5    | أرامكو السعودية Saudi Arabian Oil Company                                |                                                     | Dhahran                      | Arabie saoudite | Pétrole et Gaz            | Amin H. Nasser     |
| 6    | 中國平安保險 Ping An Insurance Company of China, Ltd.                    |                                                     | Beijing                      | Chine           | Finance                   | Huan Zhao          |
| 6    | Bank of America Corporation                                              |                                                     | Charlotte (Caroline du Nord) | États-Unis      | Finance                   | Amin H. Nasser     |
| 6    | Apple Inc.                                                               |                                                     | Cupertino (Californie)       | États-Unis      | Électronique et Numérique | Tim Cook           |
| 9    | 中国农业银行股份有限公司 Agricultural Bank of China Limited              | logo de Agricultural Bank of China                  | Beijing                      | Chine           | Finance                   | Huan Zhao          |
| 10   | Amazon                                                                   |                                                     | Seattle                      | États-Unis      | Commerce en Ligne         | Jeff Bezos         |
| 11   | 삼성 Groupe Samsung                                                      |                                                     | Samsung Town                 | Corée du Sud    | Électronique et Numérique | Lee Jae-yong       |
| 12   | トヨタ自動車株式会社 Toyota Motor Corporation                            |                                                     | Toyota                       | Japon           | Automobile                | Akio Toyoda        |
| 13   | Alphabet                                                                 |                                                     | Mountain View                | États-Unis      | Numérique                 | Sundar Pichai      |
| 14   | 中国银行 Bank Of China                                                   |                                                     | Beijing                      | Chine           | Finance                   | Li Lihui           |
| 15   | Microsoft                                                                |                                                     | Redmond                      | États-Unis      | Numérique                 | Satya Nadella      |
| 16   | Citigroup                                                                |                                                     | New York                     | États-Unis      | Finance                   | Jane Fraser        |
| 17   | Volkswagen Group                                                         |                                                     | Wolfsburg                    | Allemagne       | Automobile                | Herbert Diess      |
| 18   | Walmart                                                                  |                                                     | Bentonville                  | États-Unis      | Grande distribution       | Doug McMillon      |
| 19   | Wells Fargo                                                              |                                                     | San Francisco                | États-Unis      | Finance                   | Charles Scharf     |
| 20   | Verizon Communications                                                   |                                                     | New York                     | États-Unis      | Télécommunication         | Hans Vestberg (en) |
| 21   | UnitedHealth Group                                                       |                                                     | Minnetonka                   | États-Unis      | Finance et Soins de santé | David S. Wichmann  |
| 22   | 招商银行股份有限公司 China Merchants Banks                               |                                                     | Shenzhen                     | Chine           | Finance                   |                    |
| 23   | 阿里巴巴集團 Alibaba Group                                               |                                                     | Hangzhou                     | Chine           | Commerce en Ligne         |                    |
| 24   | Allianz                                                                  |                                                     | Munich                       | Allemagne       | Finance et Assurance      |                    |
| 25   | Comcast                                                                  |                                                     | Philadelphie                 | États-Unis      | Média et Communication    |                    |
| 26   | Goldman Sachs Group                                                      |                                                     | New York                     | États-Unis      | Finance                   |                    |
| 27   | Softbank                                                                 |                                                     | Tokyo                        | Japon           | Télécommunication         |                    |
| 28   | 中国邮政储蓄银行股份有限公司 Postal Saving Bank of China                 |                                                     | Beijing                      | Chine           | Finance                   |                    |
| 29   | 腾讯控股有限公司 Tencent Holdings                                        |                                                     | Shenzhen                     | Chine           | Numérique                 |                    |
| 30   | BNP Paribas                                                              |                                                     | Paris                        | France          | Finance                   |                    |
| 31   | Morgan Stanley                                                           |                                                     | New York                     | États-Unis      | Finance                   |                    |
| 32   | 中国移动通信集团有限公司 China Mobile Limited                            |                                                     | Beijing                      | Hong Kong       | Télécommunication         |                    |
| 33   | Facebook                                                                 |                                                     | Menlo Park                   | États-Unis      | Numérique                 |                    |
| 34   | Johnson & Johnson                                                        |                                                     | New Brunswick                | États-Unis      | Pharmaceutique            |                    |
| 35   | Sony                                                                     |                                                     | Tokyo                        | Japon           |                           |                    |
| 36   | Intel Corporation                                                        |                                                     | Santa Clara                  | États-Unis      | Électronique              |                    |
| 37   | CVS Health                                                               |                                                     | Woonsocket                   | États-Unis      | Commerce de détail        |                    |
| 38   | Royal Bank of Canada                                                     |                                                     | Toronto                      | Canada          | Finance                   |                    |
| 39   | Nestlé S.A.                                                              |                                                     | Vevey                        | Suisse          | Agroalimentaire           |                    |
| 40   | HSBC Holdings                                                            |                                                     | Londres                      | Royaume-Uni     | Finance                   |                    |
| 41   | Daimler                                                                  |                                                     | Stuttgart                    | Allemagne       | Automobile                |                    |
| 42   | Toronto-Dominion Bank                                                    |                                                     | Toronto                      | Canada          | Finance                   |                    |
| 43   | 日本電信電話株式会社 Nippon Telegraph and Telephone Corporation          |                                                     | Tokyo                        | Japon           | Télécommunication         |                    |
| 44   | Deutsche Telekom                                                         |                                                     | Bonn                         | Allemagne       | Télécommunication         |                    |
| 45   | General Electric                                                         |                                                     | Boston                       | États-Unis      |                           |                    |
| 46   | Procter & Gamble                                                         |                                                     | Cincinnati                   | États-Unis      |                           |                    |
| 47   | General Motors                                                           |                                                     | Détroit                      | États-Unis      | Automobile                |                    |
| 48   | 中国石化 China Petroleum and Chemical Corporation                        |                                                     | Beijing                      | Chine           | Pétrole et Gaz            |                    |
| 49   | 中國人壽保險股份有限公司 China Life Insurance Company Limited            |                                                     | Beijing                      | Chine           | Finance                   |                    |
| 50   | 兴业银行 Industrial Bank                                                 |                                                     | Fuzhou                       | Chine           | Finance                   |                    |

## Classement UE 2020
| Entreprise                                 | Logo | Siège social                        | Pays                 | Activité                  | Date de création | Direction                  |
| ------------------------------------------ | ---- | ----------------------------------- | -------------------- | ------------------------- | ---------------- | -------------------------- |
| Royal Dutch Shell                          |      | La Haye, Pays-Bas                   | Pays-Bas Royaume-Uni | Pétrole et gaz            | 1890             | Ben van Beurden            |
| Volkswagen AG                              |      | Wolfsburg, Allemagne                | Allemagne            | Automobile                | 1937             | Herbert Diess              |
| Allianz SE                                 |      | Munich, Allemagne                   | Allemagne            | Assurance                 | 1890             | Oliver Bäte                |
| Total SE                                   |      | Courbevoie, France                  | France               | Pétrole et gaz            | 1924             | Patrick Pouyanné           |
| BNP Paribas SA                             |      | Paris, France                       | France               | Banque                    | 1822             | Jean-Laurent Bonnafé       |
| Banco Santander SA                         |      | Santander, Espagne                  | Espagne              | Banque                    | 1857             | José Antonio Alvarez       |
| Anheuser-Busch InBev SA/NV                 |      | Louvain, Belgique                   | Belgique Brésil      | Boisson                   | 1366             | Carlos Brito               |
| Siemens AG                                 |      | Munich, Allemagne                   | Allemagne            | Equipement électrique     | 1847             | Joe Kaeser                 |
| Axa SA                                     |      | Courbevoie, France                  | France               | Assurance                 | 1816             | Thomas Buberl              |
| Deutsche Telekom AG                        |      | Bonn, Allemagne                     | Allemagne            | Télécommunications        | 1947             | Timotheus Höttges          |
| LVMH Moët Hennessy Louis Vuitton           |      | Paris, France                       | France               | Luxe                      | 1987             | Bernard Arnault            |
| BMW AG                                     |      | Munich, Allemagne                   | Allemagne            | Automobile                | 1913             | Oliver Zipse               |
| Enel SpA                                   |      | Rome, Italie                        | Italie               | Électricité               | 1962             | Francesco Starace          |
| Bayer AG                                   |      | Leverkusen, Allemagne               | Allemagne            | Industrie pharmaceutique  | 1863             | Werner Baumann             |
| BASF SE                                    |      | Ludwigshafen, Allemagne             | Allemagne            | Chimie                    | 1865             | Martin Brudermüller        |
| Unilever plc                               |      | Rotterdam, Pays-Bas                 | Pays-Bas Royaume-Uni | Agroalimentaire           | 1867             | Alan Jope                  |
| EDF SA                                     |      | Paris, France                       | France               | Électricité               | 1946             | Jean-Bernard Lévy          |
| Sanofi SA                                  |      | Gentilly, France                    | France               | Industrie pharmaceutique  | 1973             | Paul Hudson                |
| Crédit agricole SA                         |      | Montrouge, France                   | France               | Banque                    | 1885             | Philippe Brassac           |
| Iberdrola SA                               |      | Bilbao, Espagne                     | Espagne              | Électricité               | 1901             | José Ignacio Sánchez Galán |
| Intesa Sanpaolo SpA                        |      | Turin, Italie                       | Italie               | Banque                    | 1563             | Carlo Messina              |
| Medtronic plc                              |      | Dublin, Irlande                     | Irlande États-Unis   | Equipement médical        | 1949             | Geoff Martha               |
| Vinci SA                                   |      | Rueil-Malmaison, France             | France               | Construction              | 1899             | Xavier Huillard            |
| Assicurazioni Generali SpA                 |      | Trieste, Italie                     | Italie               | Assurance                 | 1831             | Philippe Donnet            |
| SAP SE                                     |      | Walldorf, Allemagne                 | Allemagne            | Logiciel                  | 1972             | Christian Klein            |
| Orange SA                                  |      | Paris, France                       | France               | Télécommunications        | 1941             | Stéphane Richard           |
| L'Oréal SA                                 |      | Paris, France                       | France               | Cosmétiques               | 1907             | Jean-Paul Agon             |
| Deutsche Post AG                           |      | Bonn, Allemagne                     | Allemagne            | Logistique                | 1947             | Frank Appel                |
| ING Groep NV                               |      | Amsterdam, Pays-Bas                 | Pays-Bas             | Banque                    | 1845             | Ralph Hamers               |
| UniCredit SpA                              |      | Milan, Italie                       | Italie               | Banque                    | 1870             | Jean-Pierre Mustier        |
| Accenture plc                              |      | Dublin, Irlande                     | Irlande États-Unis   | Conseil                   | 1989             | Julie Sweet                |
| Munich Re Group                            |      | Munich, Allemagne                   | Allemagne            | Assurance                 | 1880             | Joachim Wenning            |
| E.ON SE                                    |      | Essen, Allemagne                    | Allemagne            | Électricité               | 1929             | Johannes Teyssen           |
| Schneider Electric SE                      |      | Rueil-Malmaison, France             | France               | Equipement électrique     | 1836             | Jean-Pascal Tricoire       |
| Société générale SA                        |      | Paris, France                       | France               | Banque                    | 1864             | Frédéric Oudéa             |
| Engie SA                                   |      | Paris, France                       | France               | Électricité               | 1858             | Catherine MacGregor        |
| AB Volvo                                   |      | Göteborg, Suède                     | Suède                | Automobile                | 1927             | Martin Lundstedt           |
| Air liquide SA                             |      | Paris, France                       | France               | Gaz industriels           | 1902             | Benoît Potier              |
| Fresenius SE                               |      | Bad Homburg vor der Höhe, Allemagne | Allemagne            | Equipement médical        | 1912             | Stephan Sturm              |
| Inditex SA                                 |      | Arteixo, Espagne                    | Espagne              | Textile                   | 1975             | Pablo Isla                 |
| Danone SA                                  |      | Paris, France                       | France               | Agroalimentaire           | 1919             | Emmanuel Faber             |
| Safran SA                                  |      | Paris, France                       | France               | Aéronautique              | 1915             | Olivier Andriès            |
| Koninklijke Ahold Delhaize NV              |      | Zaandam, Pays-Bas                   | Pays-Bas Belgique    | Grande distribution       | 1887             | Frans Muller               |
| KBC Group NV                               |      | Bruxelles, Belgique                 | Belgique             | Banque                    | 1889             | Johan Thijs                |
| Peugeot SA                                 |      | Paris, France                       | France               | Automobile                | 1810             | Carlos Tavares             |
| Telefónica SA                              |      | Madrid, Espagne                     | Espagne              | Télécommunications        | 1924             | José María Álvarez-Pallete |
| Nordea Bank Abp                            |      | Helsinki, Finlande                  | Finlande             | Banque                    | 1820             | Frank Vang-Jensen          |
| RWE AG                                     |      | Essen, Allemagne                    | Allemagne            | Électricité               | 1898             | Rolf Martin Schmitz        |
| EssilorLuxottica SA                        |      | Charenton-le-Pont, France           | France Italie        | Optique                   | 1849             | Francesco Milleri          |
| Henkel AG & Co. KGaA                       |      | Düsseldorf, Allemagne               | Allemagne            | Chimie                    | 1876             | Carsten Knobel             |
| Merck KGaA                                 |      | Darmstadt, Allemagne                | Allemagne            | Industrie pharmaceutique  | 1668             | Stefan Oschmann            |
| Poste italiane SpA                         |      | Rome, Italie                        | Italie               | Logistique                | 1862             | Matteo del Fante           |
| CRH plc                                    |      | Dublin, Irlande                     | Irlande              | Construction              | 1936             | Albert Manifold            |
| Banco Bilbao Vizcaya Argentaria SA         |      | Bilbao, Espagne                     | Espagne              | Banque                    | 1857             | Onur Genç                  |
| Kering SA                                  |      | Paris, France                       | France               | Luxe                      | 1962             | François-Henri Pinault     |
| Daimler AG                                 |      | Stuttgart, Allemagne                | Allemagne            | Automobile                | 1883             | Ola Källenius              |
| Saint-Gobain SA                            |      | Courbevoie, France                  | France               | Matériaux de construction | 1665             | Pierre-André de Chalendar  |
| Novo Nordisk A/S                           |      | Gladsaxe, Danemark                  | Danemark             | Industrie pharmaceutique  | 1923             | Lars Rebien Sørensen       |
| Eaton Corporation plc                      |      | Dublin, Irlande                     | Irlande États-Unis   | Gestion de l'énergie      | 1911             | Craig Arnold               |
| Heineken NV                                |      | Amsterdam, Pays-Bas                 | Pays-Bas             | Boisson                   | 1864             | Dolf van den Brink         |
| ASML Holding NV                            |      | Veldhoven, Pays-Bas                 | Pays-Bas             | Semi-conducteurs          | 1891             | Peter Wennink              |
| Groupe BPCE                                |      | Paris, France                       | France               | Banque                    | 1818             | Laurent Mignon             |
| Vivendi SA                                 |      | Paris, France                       | France               | Médias                    | 1853             | Arnaud de Puyfontaine      |
| NN Group NV                                |      | La Haye, Pays-Bas                   | Pays-Bas             | Assurance                 | 1963             | David Knibbe               |
| Carrefour SA                               |      | Massy, France                       | France               | Grande distribution       | 1958             | Alexandre Bompard          |
| Michelin SCA                               |      | Clermont-Ferrand, France            | France               | Equipement automobile     | 1889             | Florent Menegaux           |
| Koninklijke Philips NV                     |      | Amsterdam, Pays-Bas                 | Pays-Bas             | Electroménager            | 1891             | Frans van Houten           |
| La Poste SA                                |      | Paris, France                       | France               | Logistique                | 1477             | Philippe Wahl              |
| Adidas AG                                  |      | Herzogenaurach, Allemagne           | Allemagne            | Textile                   | 1949             |                            |
| Danske Bank A/S                            |      | Copenhague, Danemark                | Danemark             | Banque                    | 1871             | Chris Vogelzang            |
| Talanx AG                                  |      | Hanovre, Allemagne                  | Allemagne            | Assurance                 | 1996             | Torsten Leue               |
| Naturgy Energy Group SA                    |      | Madrid, Espagne                     | Espagne              | Gestion de l'énergie      | 1841             | Francisco Reynés           |
| Airbus SE                                  |      | Blagnac, France                     | France               | Aéronautique              | 1970             | Guillaume Faury            |
| OMV AG                                     |      | Vienne, Autriche                    | Autriche             | Pétrole et gaz            | 1956             | Reiner Seele               |
| Bouygues SA                                |      | Paris, France                       | France               | Construction              | 1952             | Martin Bouygues            |
| Pernod Ricard SA                           |      | Paris, France                       | France               | Boisson                   | 1975             | Alexandre Ricard           |
| Skandinaviska Enskilda Banken AB           |      | Stockholm, Suède                    | Suède                | Banque                    | 1972             | Johan Torgeby              |
| Investor AB                                |      | Stockholm, Suède                    | Suède                | Gestionnaire d'actifs     | 1916             | Johan Forssell             |
| CaixaBank SA                               |      | Valence, Espagne                    | Espagne              | Banque                    | 2007             | Gonzalo Gortazar           |
| Svenska Handelsbanken AB                   |      | Stockholm, Suède                    | Suède                | Banque                    | 1871             | Carina Åkerström           |
| Sampo Oyj                                  |      | Helsinki, Finlande                  | Finlande             | Gestionnaire d'actifs     | 1909             | Torbjörn Magnusson         |
| Eni SpA                                    |      | Rome, Italie                        | Italie               | Pétrole et gaz            | 1953             | Claudio Descalzi           |
| Aon plc                                    |      | Dublin, Irlande                     | Irlande Royaume-Uni  | Conseil                   | 1982             | Gregory C. Case            |
| Thales SA                                  |      | Paris, France                       | France               | Aéronautique              | 1893             | Patrice Caine              |
| EnBW Energie Baden-Württemberg AG          |      | Karlsruhe, Allemagne                | Allemagne            | Électricité               | 1997             | Frank Mastiaux             |
| Hennes & Mauritz AB                        |      | Stockholm, Suède                    | Suède                | Textile                   | 1947             | Helena Helmersson          |
| Erste Group Bank AG                        |      | Vienne, Autriche                    | Autriche             | Banque                    | 1819             | Bernd Spalt                |
| Atlantia SpA                               |      | Rome, Italie                        | Italie               | Transport                 | 1950             | Carlo Bertazzo             |
| Aegon NV                                   |      | La Haye, Pays-Bas                   | Pays-Bas             | Assurance                 | 1983             | Alex Wynaendts             |
| Deutsche Bank AG                           |      | Francfort-sur-le-Main, Allemagne    | Allemagne            | Banque                    | 1870             | Christian Sewing           |
| Gruppo TIM                                 |      | Rome, Italie                        | Italie               | Télécommunications        | 1925             | Luigi Gubitosi             |
| Veolia Environnement SA                    |      | Paris, France                       | France               | Gestion de l'eau          | 1853             | Antoine Frérot             |
| Trane Technologies plc                     |      | Dublin, Irlande                     | Irlande États-Unis   | Electroménager            | 1871             | Michael Lamach             |
| Exor NV                                    |      | Amsterdam, Pays-Bas                 | Pays-Bas Italie      | Gestionnaire d'actifs     | 1927             | John Elkann                |
| Allergan plc                               |      | Dublin, Irlande                     | Irlande États-Unis   | Industrie pharmaceutique  | 1948             | Brenton L. Saunders        |
| Actividades de construcción y servicios SA |      | Madrid, Espagne                     | Espagne              | Construction              | 1997             | Florentino Pérez           |
| Evonik Industries AG                       |      | Essen, Allemagne                    | Allemagne            | Chimie                    | 2007             | Christian Kullmann         |
| Ørsted A/S                                 |      | Fredericia, Danemark                | Danemark             | Pétrole et gaz            | 1972             | Henrik Poulsen             |
| Swedbank AB                                |      | Stockholm, Suède                    | Suède                | Banque                    | 1997             | Jens Olof Henriksson       |
| Deutsche Börse AG                          |      | Francfort-sur-le-Main, Allemagne    | Allemagne            | Gestionnaire d'actifs     | 1993             | Theodor Weimer             |